# Musique
Musique је четврти студијски албум панк рок бенда Six Pack из 2004. године и на њему се налази 11 песама. Објављен је у издању Multimedia Records-а.